# کلاودیو دئوداتو
کلاودیو دئوداتو (پرتغالی: Cláudio Deodato; ۲۷ اوت ۱۹۴۷ – ۱۱ سپتامبر ۲۰۱۱) بازیکن فوتبال اهل برزیل بود.
از باشگاه‌هایی که در آن بازی کرده است می‌توان به باشگاه فوتبال سائو پائولو اشاره کرد.
وی همچنین در تیم ملی فوتبال زیر ۲۳ سال برزیل بازی کرده است.